# Italian Village
Italian Village è un distretto storico di Columbus, Ohio la cui architettura riflette l'influenza degli italiani storicamente residenti nel quartiere. Con i suoi parchi e le dimore storiche conservate, Italian Village è l'area a più alto valore immobiliare di Columbus.
Italian Village fa parte dell'area Short North. Nel vicino distretto di Downtown hanno sede numerose aziende, istituzioni culturali ed educative e luoghi di intrattenimento.

## Geografia
Italian Village si trova nella parte settentrionale di Columbus, appena a nord di Downtown e adiacente al quartiere centrale degli affari.  L'area è delimitata dall'Interstate 670 a sud, dalla Fifth Avenue a nord, da North High Street a ovest e dai binari della ferrovia Conrail a est.  N. Fourth Street, E. Fifth Avenue ed E. Second Avenue fungono da strade di scorrimento all'interno del sistema stradale del quartiere, che ha una configurazione stradale a scacchiera.  Nello specifico, N. Fourth Street è una delle strade principali che attraversano il centro, mentre E. Fifth Avenue attraversa i fiumi Scioto e Olentangy. Sia lungo N. Fourth Street che E. Fifth Avenue si trovano edifici residenziali, commerciali, per uffici e industriali.
L'ottanta per cento degli edifici presenti sono residenziali, comprese le villette unifamiliari, bifamiliari e a schiera. La maggior parte del quartiere è a bassa densità abitativa le aree residenziali sono concentrate nel nord-ovest e lungo i principali corridoi dell'area.  Circa il dieci percento degli edifici sono commerciali, concentrati lungo N. Fourth Street ed E. Fifth Avenue. La maggior delle imprese manifatturiere sono concentrata a est di N. Sixth Street e a nord di E. Second Avenue, mentre altre si trovano lungo N. Fourth Street e E. Fifth Avenue.
La città di Columbus ha designato parte dell'Italian Village, insieme a porzioni di Short North e Victorian Village, come "market ready Community Reinvestment Area", con possibilità sconti fiscali per gli investimenti immobiliari.

## Storia
Italian Village è stato uno dei primi sobborghi di Columbus.  Il terreno era disabitato fino a quando non fu costruita Columbus-Worthington Pike (High Street) nel 1823. L'apertura di questa strada stimolò lo sviluppo del sobborgo e l'area di Italian Village fu inglobata alla città nel 1862. La North Columbus Street Railway Company, insieme alla progressione del servizio di tram, contribuì alla crescita del quartiere. Nel 1899, si era sviluppato un sistema stradale con ampi vicoli a servizio delle scuderie poste sul retro delle abitazioni. All'inizio del 1900, Italian Village era già diventato un quartiere per la classe media. La sua vicinanza al centro garantiva l'accesso a beni, servizi e strutture ricreative e offriva opportunità di lavoro. Era inoltre servito da linee elettrificate del tram.

### Gruppi etnici
Italian Village nacque come quartiere di immigrati, e deve il suo nome all'elevata concentrazione di italiani presenti. Tuttavia, gli italiani non costituivano l'unico gruppo etnico presente, né il più antico. Dal 1850 al 1870 circa, gli irlandesi risiedevano nella parte meridionale del villaggio e intorno a Naughten Street (Goodale Boulevard), che era soprannominata "Irish Broadway". La comunità irlandese si spostò in seguito dall'area, lasciando spazio a nuovi residenti. Gli afroamericani si trasferirono nell'area in cerca di lavoro, principalmente nel settore ferroviario. Un piccolo gruppo di afroamericani si stabilì nella parte nord-est del villaggio e fondò la Bethany Baptist Coloured Church nel 1882.  In seguito, gli italiani furono giunsero nel quartiere attratti dalle opportunità di lavoro e dalla sua buona posizione in città. Nel 1890, i primi immigrati italiani si trasferirono da Flytown trovando impiego principalmente nelle cave di pietra, nei cantieri edili, nelle ferrovie e nelle attività commerciali locali su High Street. La qualità degli edifici di Italian Village, così come le sue attuali caratteristiche possono essere attribuite agli artigiani italiani. Nel 1896 fu fondata la chiesa cattolica italiana di San Giovanni Battista che funse da fulcro della comunità italo-americana. Inoltre, la Grande Depressione spinse la fama della cucina italiana, che si basava largamente su prodotti coltivati in proprio e dunque meno costosi. Questo tipo di cibo era servito in ristoranti come Presutti's Villa Restaurant sulla West Fifth Avenue a Grandview e venduto in piccoli negozi spazi nel quartiere, come Salvatore's Grocery.

### Aziende
Al culmine della vivacità imprenditoriale del quartiere, si contavano circa 6.000 imprese a pochi passi dalla chiesa cattolica italiana. Tra queste, la Jeffrey Manufacturing Company, situata al 274 East First Avenue, che era un produttore di attrezzature per l'estrazione del carbone e che divenne la maggiore azienda in città, con 3.400 dipendenti. La Clark Grave Vault/Clark Auto Equipment Company, situata al 375 East Fifth Avenue, aveva 1.200 dipendenti. Sulla Fourth Street vicino a Goodale Street c'era la Smith Brothers Hardware Company che impiegava 500 persone. La Berry Bolt Works al 30 East First Avenue aveva 240 dipendenti. Immediatamente a sud degli stabilimenti di Jeffrey, tra Fourth e Warren Street, c'era la Case Crane, Kilbourne & Jacobs Company con 200 dipendenti. La Radio Cab Company sulla Fourth Street e la Columbus Burlap Bag Company della porta accanto avevano un totale di 200 dipendenti.

### Declino e rivitalizzazione
Raggiunto il suo apice degli anni '40, Italian Village cominciò a perdere lustro dopo la seconda guerra mondiale. La mobilità della società era aumentata e i residenti originari si trasferirono in periferia, venendo sostituite da famiglie a basso reddito, alcune delle quali sfollate da altri quartieri. Le grandi case unifamiliari venenro trasformate in abitazioni plurifamiliari e, insieme al declino residenziale verificò anche una diminuzione della vitalità commerciale; i nuovi residenti non avevano infatti i soldi per sostenere le attività commerciali locali su High Street. Nel 1951-1952, Italian Village perse una parte di Russell, Lincoln, Brickel Swan, Goodale e Poplar Street a causa di un programma di bonifica dei bassifondi per la costruzione della cintura interna e per un progetto di rinnovamento urbano. Negli anni '60 la popolazione di Italian Village diminuì. Nel 1973 la scuola cattolica Sacred Heart Grade School e High School chiuse. Preoccupati per la distruzione di edifici storici, i residenti del quartiere reagirono fondando l'Italian Village Society, il cui scopo era quello di per preservare il valore storico del quartiere. Il Consiglio comunale di Columbus dette vita a un'apposita commissione: la Italian Village Commission. Nel 1974, fu varato l'"Italian Village Development Plan" con l'aiuto di volontari e studenti della Ohio State University. Il piano di sviluppo proponeva il recupero delle strutture storiche, nonché lo sviluppo di strutture ricreative, il miglioramento dei trasporti e l'applicazione delle normative sulle condizioni abitative. La Italian Village Society e la Italian Village Commission hanno contribuito a sviluppare un senso di comunità. All'inizio degli anni '80, l'Italian Village attirò nuovamente famiglie a medio reddito. La rivitalizzazione dell'area valse a Short North la designazione di "All American City".

## Architetture
L'unicità di Italian Village può essere attribuita all'architettura dei suoi edifici storici, alle strette strade in mattoni, alle strade alberate e alle case con i portici anteriori, nei quali si può riconoscere l'influenza italiana e dello stile Queen Anne.
Lo stile all'italiana è definito da proporzioni verticali, planimetrie asimmetriche e tetti a falde, nonché mensole ornamentali sul cornicione e boiserie decorativa sui portici.  Le caratteristiche dello stile Queen Anne includono linee del tetto ripide e di forma irregolare, e caratteristiche finestre. Nell'Italian Village, gli edifici residenziali sono disposti su lotti stretti, vicini tra loro e vicini alla strada, con vicoli sul retro. Ogni casa è tipicamente alta da due a due piani e mezzo e ha un tetto a padiglione o a due falde, caratteristico dell'architettura in stile italiano. Le case a schiera sono costruite in mattoni con tetti piani e cornici decorative all'italiana. L'American four square house è comune nel quartiere, ma riflette elementi architettonici italiani come il tetto a padiglione o a due falde e un ampio portico anteriore.
Anche alcuni edifici commerciali riflettono stili italiani o vittoriani nella loro architettura, ma molti sono stati ristrutturati dopo l'ampliamento di High Street nel 1920. Gli edifici tendono ad essere alti da due a quattro piani con una vetrina alla base, una facciata superiore e un cornicione o parapetto in cima. Costruzioni in muratura con dettagli in legno, mattoni, pietra o metallo caratterizzano questi edifici commerciali. Le vetrine sono quasi sempre articolate in campate con grandi vetrate mentre i piani superiori ricordano edifici residenziali con finestre regolarmente distanziate. La maggior parte degli edifici industriali sono anche alti da due a quattro piani e dotati di numerose finestre, alcune in legno o in metallo. Diverse strutture industriali hanno staffe o mattoni decorativi e cornicioni all'italiana. 

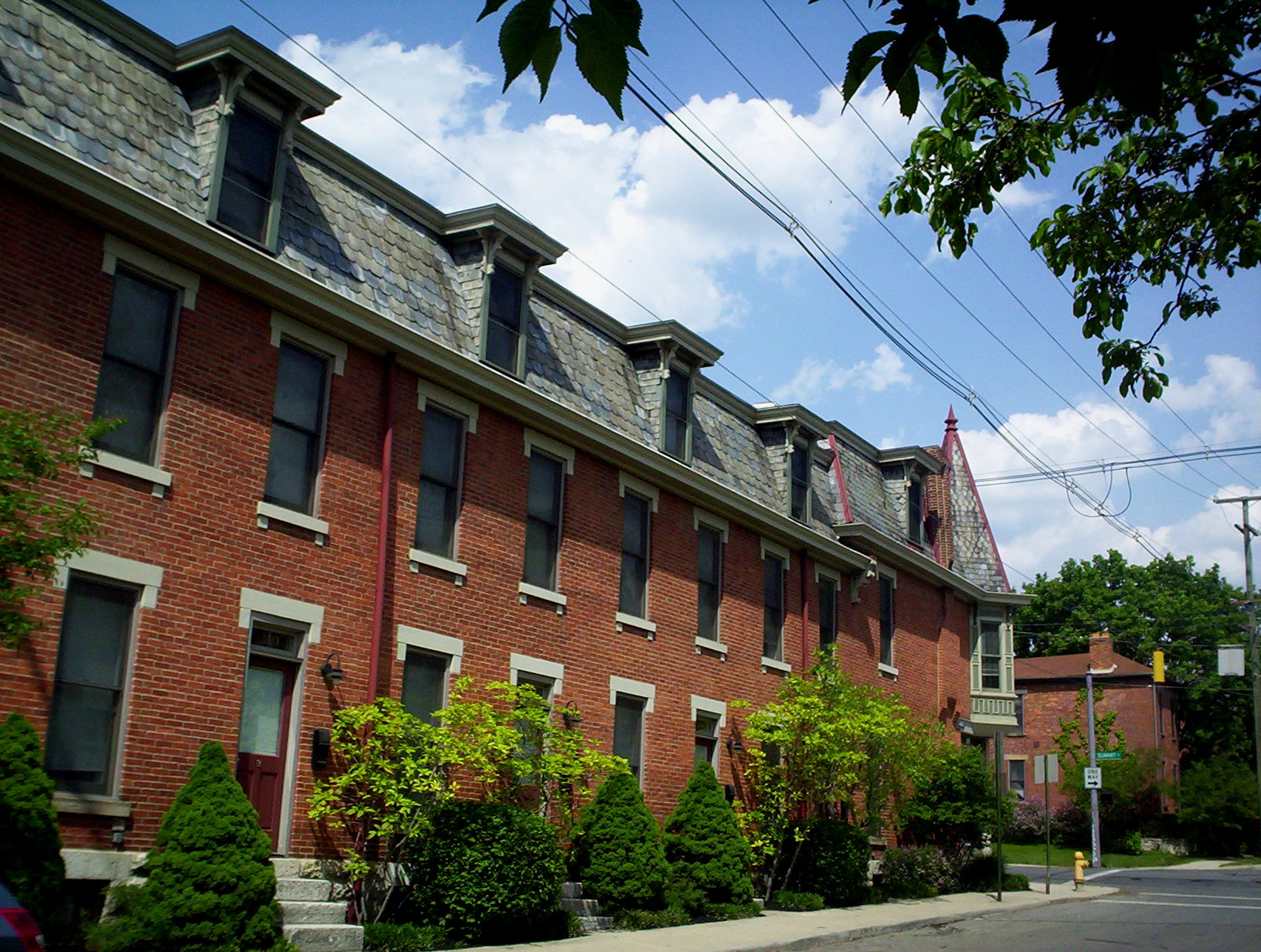
Case a schiera di Italian Village

### Chiesa cattolica italiana di San Giovanni Battista

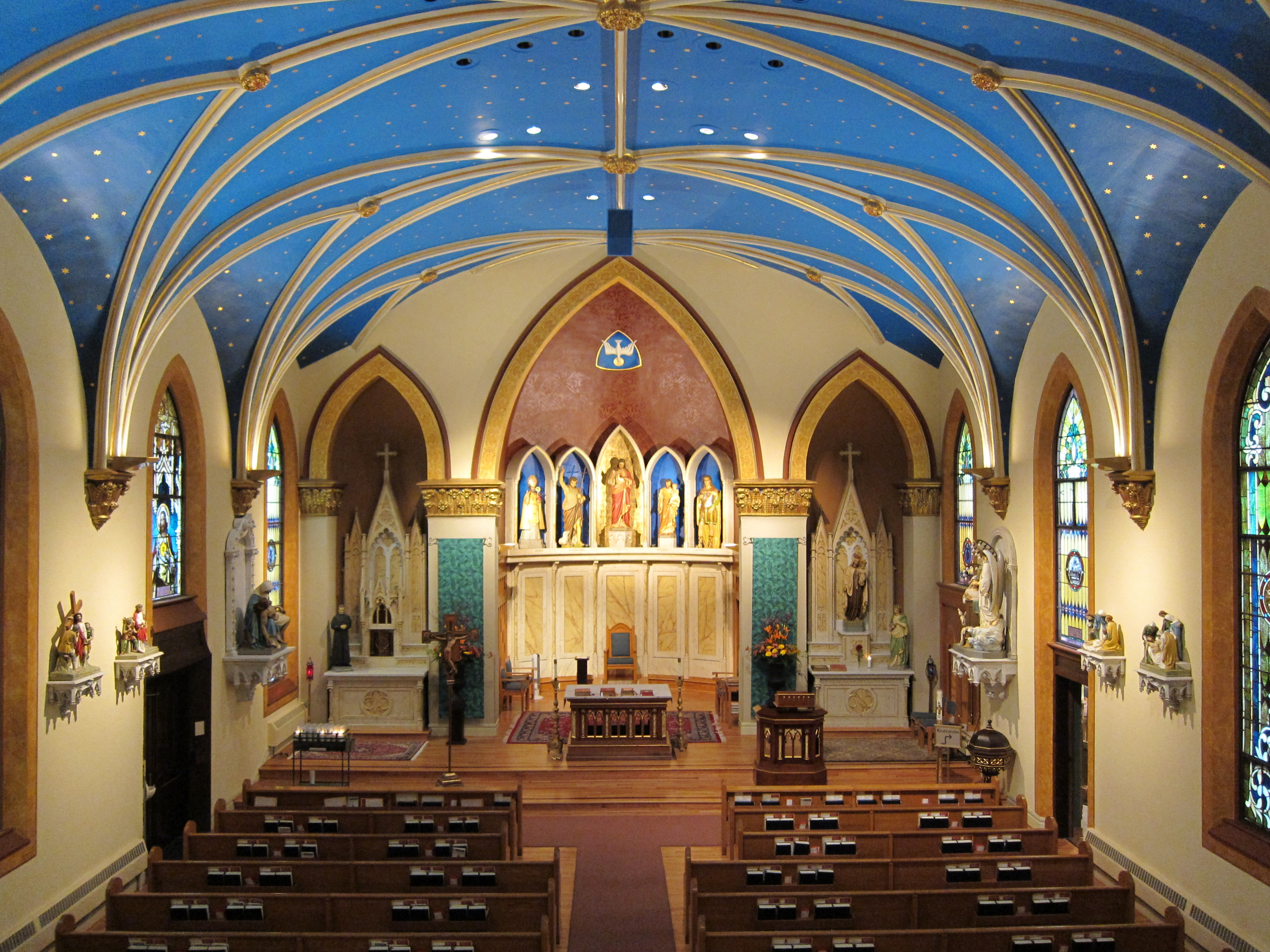
La navata della chiesa cattolica italiana di San Giovanni Battista.

Sebbene Italian Village fosse un'area etnica mista, potrebbe essere stato inizialmente indicato come quartiere italiano proprio per la presenza della chiesa cattolica italiana di San Giovanni Battista. La chiesa fu fondata nel 1896 e terminata di costruire due anni dopo e divenne il principale e più distintivo punto di riferimento di Italian Village. I suoi membri provenivano principalmente dalla popolazione immigrata italiana di Columbus, comprese le aree del quartiere di St. Clair Avenue, Flytown, Grandview e Marble Cliff. La missione della chiesa era riunire gli immigrati italiani e dare loro l'opportunità partecipare alla Messa in lingua italiana e di mantenere le tradizioni della terra di origine. In linea con la tradizione cattolica italiana, i parrocchiani organizzavano grandi processioni per la festa di San Giovanni Battista e in altre festività.

### Berry Brothers Bolt Works
L'edificio Berry Brothers Bolt Works fu costruito nel 1888 e rimane uno degli edifici industriali più importanti di Columbus, essendo stato nominato sito storico all'inizio del 1988. Il registro nazionale dei luoghi storici ha ritenuto che l'edificio fosse di interesse per la sua architettura, il suo ruolo nella storia locale e il suo potenziale come sito archeologico industriale. Durante il suo periodo di attività, la fabbrica produsse dapprima componentistiche per passeggini e poi per auto. Nel 2004 l'edificio, ormai abbandonato, fu acquistato de ristrutturato da Capital Equities, in collaborazione con WSA Studio, uno studio di architettura locale noto per le ristrutturazioni storiche. L'edificio è ora un complesso di uffici.

### Jeffrey Mining Administrative Office building
La Jeffrey Manufacturing Company, che produceva attrezzature per l'estrazione del carbone, era un'importante impresa presente nell'area di Italian Village all'inizio del XX secolo. Situato lungo North Fourth Street, Jeffrey Manufacturing aveva più di 3.000 dipendenti, arrivando ad essere la più grande azienda di Columbus. L'edificio amministrativo è oggi un punto di riferimento storico nel quartiere.

### Italian Village Park
L'Italian Village Park, situato in posizione centrale, è un parco pubblico che commemora Carl Proto.

## Cultura
A Goodale Park si tenevano concerti mentre i festival italiani avevano luogo a St. Clair Avenue. Il Columbus Italian Festival si tiene ancora oggi e l'Italian Village Society organizza Holiday Potlucks.

## Galleria d'immagini

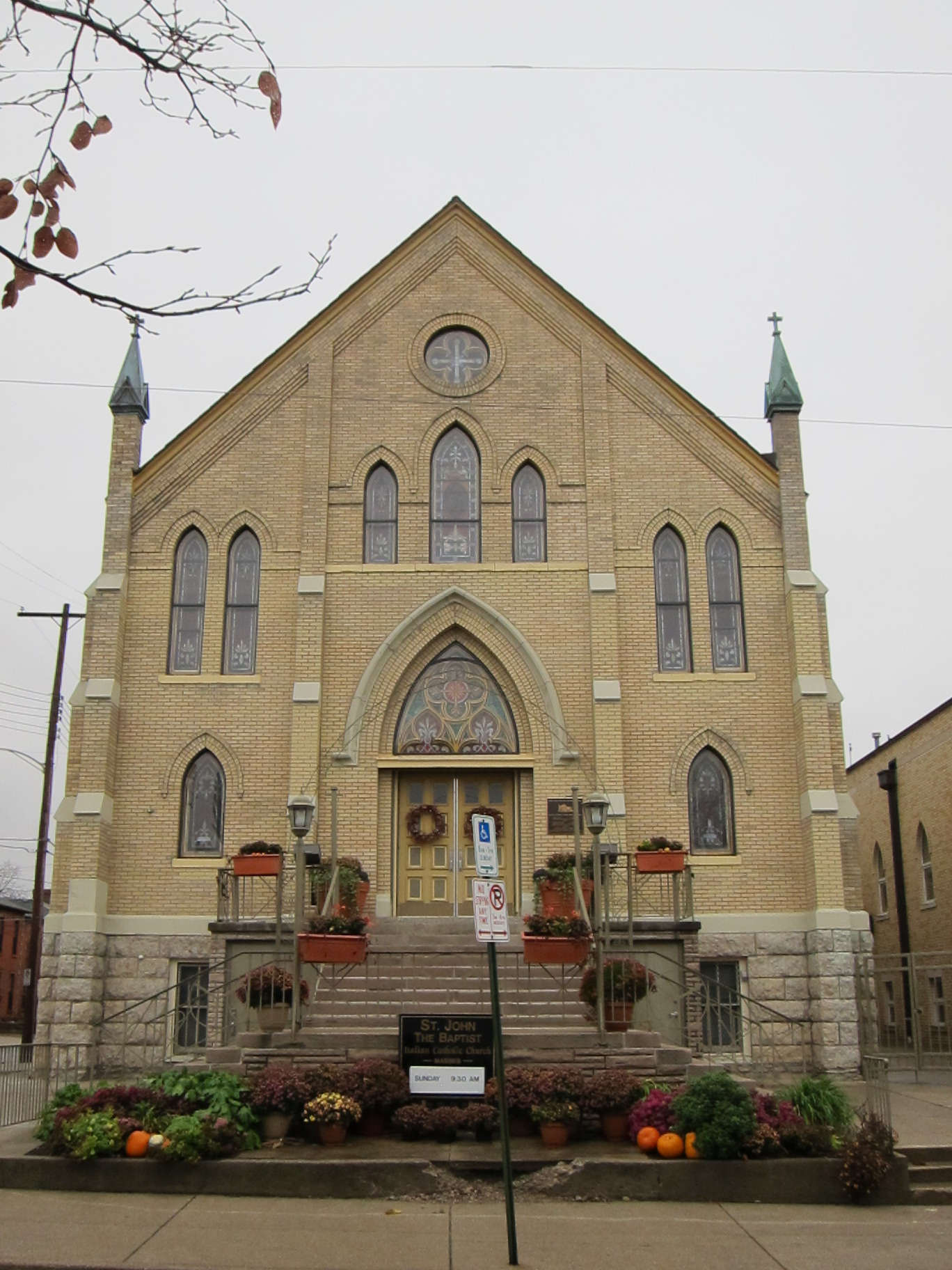
Chiesa cattolica italiana di San Giovanni Battista
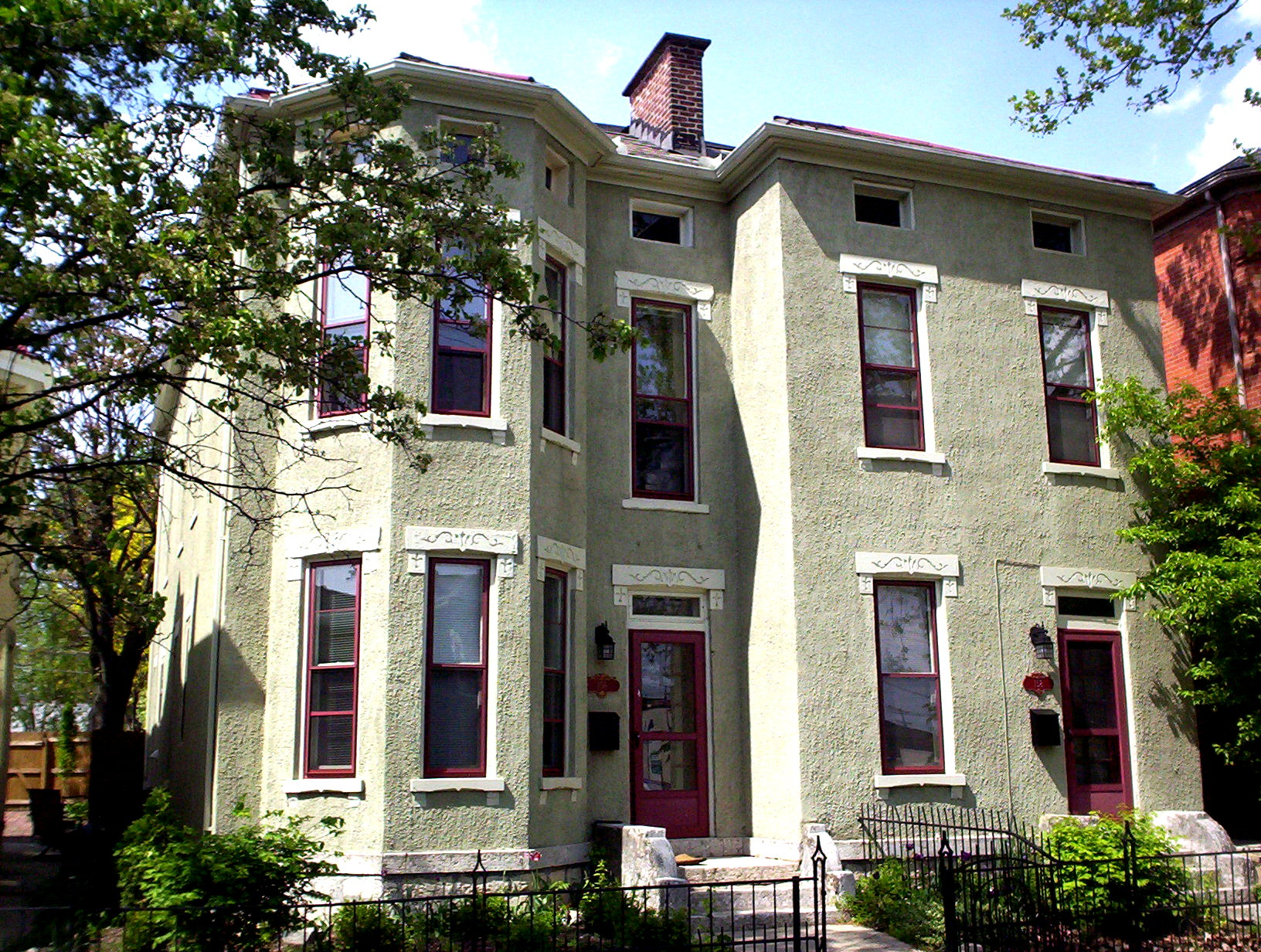
Una tipica casa di Italian Village